# Estnische Fußballmeisterschaft 1943
Die Estnische Fußballmeisterschaft wurde 1943 zum insgesamt 21. Mal als höchste estnische Fußball-Spielklasse der Herren ausgespielt. Es war die zweite Meisterschaft unter deutscher Besatzung im Zweiten Weltkrieg. JS Estonia Tallinn gewann zum insgesamt 6. Mal die Estnische Meisterschaft. Mit Einrücken der Roten Armee in Estland im Herbst 1944 wurde die folgende Saison 1944 abgebrochen und nicht gewertet. Alle estnischen Vereine wurden nach der Einverleibung in die Sowjetunion in der Folge aufgelöst oder völlig neu organisiert. Diese wurden danach in das neue sowjetische Liga-System eingebaut, das von 1945 bis 1991 bestand.

## Modus
6 Vereine traten an 10 Spieltagen jeweils zweimal gegeneinander an. Die beiden Letzten stiegen ab.

## Abschlusstabelle
| Pl. | Verein                | Sp. | S | U | N | Tore    | Quote | Punkte |
| --- | --------------------- | --- | - | - | - | ------- | ----- | ------ |
| 1.  | JS Estonia Tallinn    | 10  | 7 | 2 | 1 | 027:190 | 1,42  | 16:40  |
| 2.  | SK Tallinna Sport (P) | 10  | 5 | 2 | 3 | 021:130 | 1,62  | 12:80  |
| 3.  | SS Tervis Pärnu       | 10  | 4 | 2 | 4 | 031:250 | 1,24  | 10:10  |
| 4.  | Narva SK              | 10  | 3 | 2 | 5 | 019:260 | 0,73  | 08:12  |
| 5.  | Tartu PS (M)          | 10  | 3 | 1 | 6 | 018:250 | 0,72  | 07:13  |
| 6.  | Tallinna JK           | 10  | 3 | 1 | 6 | 014:220 | 0,64  | 07:13  |

Platzierungskriterien: 1. Punkte – 2. Torquotient
| (M) | Amtierender Meister     |
| (P) | Amtierender Pokalsieger |

## Kreuztabelle
| 1943               | EST   | TSP | PÄR | NSK | TPS | TJK |
| ------------------ | ----- | --- | --- | --- | --- | --- |
| JS Estonia Tallinn |       | 2:1 | 1:8 | 3:3 | 4:2 | 4:1 |
| SK Tallinna Sport  | 0:0   |     | 2:1 | 4:1 | 7:  | 1:1 |
| SS Tervis Pärnu    | 2:7   | 3:1 |     | 3:5 | 1:1 | 6:1 |
| Narva SK           | -:+ 1 | 2:1 | 4:4 |     | 0:4 | 1:2 |
| Tartu PS           | 2:3   | 0:3 | 3:1 | 0:2 |     | 2:0 |
| Tallinna JK        | 0:3   | 0:1 | 0:2 | 5:1 | 4:1 |     |

## Die Meistermannschaft von JS Estonia Tallinn
(Berücksichtigt wurden alle Spieler der Mannschaft)
| 1. | JS Estonia Tallinn |
|    | - Spieler: Edgar Blossfeldt, Martin Jensen, Alfred Keerme, Erich Kohlap, Lembit Laks, Voldemar Leetjärv, Viktor Liiv, Nikolai Linberg, Eduard Raide, Karl-Edmund Raikna, Vambola Rebane, Jaan Sepp, Erich Tael, Ilmar Tomesti, Osvald Uudre, Ervin Vahemets, Richard Valdov, Boriss Veigemast, Evald Smitt - Trainer: Elmar Kaljot |